# Un amor (pel·lícula del 2011)
Un amor és una pel·lícula argentina de drama romàntic de 2011 basada en el conte Un amor para toda la vida de Sergio Bizzio, dirigida per Paula Hernández i protagonitzada per Diego Peretti, Elena Roger i Luis Ziembrowski. Es va estrenar a l'Argentina el 10 de novembre de 2011.

## Sinopsi
Lalo (Agustín Pardella) i Bruno (Alan Daicz), són dos adolescents que passen els seus dies de vacances d'estiu no fent res. Una tarda més, apareix de manera sobtada Lisa (Denise Groesman), arrasant amb alguna cosa més que la monotonia del poble. Trenta anys després, Lisa (Elena Roger) torna a irrompre en les vides de Lalo (Luis Ziembrowski) i Bruno (Diego Peretti), ja adults i amb una vida feta.

## Repartiment
- Diego Peretti... Bruno
- Elena Roger... Lisa
- Luis Ziembrowski... Lalo
- Alan Daicz... Bruno adolescent
- Denise Groesman... Lisa adolescent
- Agustín Pardella... Lalo adolescent
- Edgardo Castro... Dante
- Nicolás Rodríguez Ciotti... Dante adolescent
- Sebastián Blanco Leis... Hugo
- Santiago Rovito... Bocha
- Valeria Lois... Dona de Bruno
- Eugenia Guerty... Exdona de Lalo
- Paula Ituriza... Mare de Lalo
- Thomas Kritzer Mindel... Gaby
- Gabo Correa... Venedor

## Premis
Premis Cóndor de Plata
| Any  | Categoria           | Receptor                          | Resultat   |
| ---- | ------------------- | --------------------------------- | ---------- |
| 2012 | Revelació femenina  | Elena Roger                       | Guanyadora |
| 2012 | Millor guió adaptat | Leonel D'Agostino Paula Hernández | Nominats   |

Premis Sur
| Any  | Categoria           | Receptor                          | Resultat   |
| ---- | ------------------- | --------------------------------- | ---------- |
| 2012 | Millor guió adaptat | Leonel D'Agostino Paula Hernández | Guanyadora |